# Граб каролинский
Граб каролинский, или Граб американский (лат. Carpinus caroliniana) — вид лиственных деревьев из рода Граб (Carpinus) семейства Берёзовые (Betulaceae).

## Распространение и экология
В природе ареал вида охватывает Мезоамерику и восток Северной Америки от Квебека и Онтарио на севере до Техаса и Флориды на юге.
Произрастает по берегам рек и окраинам болот, на сырых жирных почвах.
Теплолюбив, теневынослив. Зимостойкость не высокая.

## Ботаническое описание
Небольшое дерево высотой 5—12 м, в редких случаях до 20 м, или, у северной границы ареала, крупный кустарник с многочисленными распростёртыми ветвями и густой кроной. Ствол ребристый, диаметром до 30 см. Кора молодых деревьев тёмно-серого цвета, с возрастом глубоко растрескивающаяся. Краевые ветви тонкие, несколько повислые.
Листья овальные или эллиптические, заострённые, длиной 3—12 см, шириной 3—6 см, в основании округлые, голые, сверху тёмно-зелёные, на черешках длиной около 8 мм.
Однодомное растение. Пестичные серёжки повислые, длиной 5—10 см. Прицветные чешуи овальные до овально-ланцетных, длиной 2—3 см, трёхлопастные, с короткими и широкими боковыми долями, обычно зубчатые но одному краю.

## Значение и применение
Очень декоративное растение с изящной кроной и красивой окраской листвы летом и, особенно, осенью.
Древесина твёрдая, прочная, устойчива против истирания. Используют её на рукоятки для инструментов и топорищ, паркет .

## Таксономия
Вид Граб каролинский входит в род Граб (Carpinus) подсемейства Лещиновые (Coryloideae) семейства Берёзовые (Betulaceae) порядка Букоцветные (Fagales).
|  |                                      |  |                                                             |                                                             |                     |  | ещё 7 семейств (согласно Системе APG II) | ещё 7 семейств (согласно Системе APG II)                   |                                                            |  |  |  | ещё 3 рода   | ещё 3 рода           |  |  |
|  |                                      |  |                                                             |                                                             |                     |  | ещё 7 семейств (согласно Системе APG II) | ещё 7 семейств (согласно Системе APG II)                   |                                                            |  |  |  | ещё 3 рода   | ещё 3 рода           |  |  |
|  |                                      |  |                                                             | порядок Букоцветные                                         |                     |  |                                          |                                                            | подсемейство Лещиновые                                     |  |  |  |              | вид Граб каролинский |  |  |
|  |                                      |  |                                                             | порядок Букоцветные                                         |                     |  |                                          |                                                            | подсемейство Лещиновые                                     |  |  |  |              | вид Граб каролинский |  |  |
|  | отдел Цветковые, или Покрытосеменные |  |                                                             |                                                             | семейство Берёзовые |  |                                          |                                                            | род Граб                                                   |  |  |  |              |                      |  |  |
|  | отдел Цветковые, или Покрытосеменные |  |                                                             |                                                             |                     |  |                                          |                                                            |                                                            |  |  |  |              |                      |  |  |
|  |                                      |  | ещё 44 порядка цветковых растений (согласно Системе APG II) | ещё 44 порядка цветковых растений (согласно Системе APG II) |                     |  |                                          | ещё одно подсемейство, Берёзовые (согласно Системе APG II) | ещё одно подсемейство, Берёзовые (согласно Системе APG II) |  |  |  | ещё 40 видов |                      |  |  |
|  |                                      |  |                                                             | ещё 44 порядка цветковых растений (согласно Системе APG II) |                     |  |                                          |                                                            | ещё одно подсемейство, Берёзовые (согласно Системе APG II) |  |  |  |              |                      |  |  |